# إيفا هيلر
إيفا هيلر (بالألمانية: Eva Heller) (ولدت في عام 1948) كاتبة قصصية ألمانية, كتبت أيضا العديد من الكتب في علم الاجتماع. وقد ترجمت كتاباتها إلى العديد من اللغات, وكتبت بعضها بطريقة بريل حتى يقرأها المكفوفون.
نشأت إيفا هيلر في مدينة لودفيجسبورج, ودرست علم الاجتماع وعلم النفس في برلين.

## من أعمالها القصصية
- سيتغير الأمر عند لقاء أول رجل 1988
- التاريخ الحقيقي للألوان كلها 1995 (كتاب للأطفال)
- في البداية الانتقام ثم الاستمتاع 1997
- أيهم سآخذ؟ 2004

## روابط خارجية
- إيفا هيلر على موقع IMDb (الإنجليزية)
- إيفا هيلر على موقع مونزينجر (الألمانية)
- إيفا هيلر على موقع كينوبويسك (الروسية)